# Малеев, Всеволод Александрович
Всеволод Александрович Малеев (20 марта (1 апреля) 1889, село Шемонаиха, Змеиногорский уезд — 5 июля 1938, Томск) — математик, профессор на кафедре математики Томского государственного университета; с февраля 1918 года являлся приват-доцентом Казанского университета; в период Гражданской войны — в 1918 году — переехал в Омск, где стал исправляющим должность (и.д.) экстраординарного профессора Омского политехнического института. Основные направления исследований были связаны с теорией алгебраических уравнений, теорией сравнений и вопросами делимости многочленов. В студенческие годы был участником революционного движения.

## Биография
Всеволод Малеев родился 20 марта (1 апреля) 1889 года в селе Шемонаиха (Змеиногорский уезд) в мещанской семье; его отцом был почтово-телеграфный служащий Александр Яковлевич Малеев, работавший на Николаевском руднике, а матерью — крестьянка Евдокия Федоровна, являвшаяся домохозяйкой. В 1906 году Всеволод окончил Семипалатинскую гимназию и на следующий год стал студентом механического отделения Томского технологического института (ТТИ). В 1910 году он перевелся на третий курс математического отделения Императорского Казанского университета, которое и окончил в апреле 1912 года. Являясь как гимназистом, так и студентом он подвергался обыскам, штрафам, арестам, исключению за своё участие в российском революционном движении.
До января 1914 года Малеев являлся астроном-вычислителем в Энгельгардтовской астрономической обсерватории в Казани. Во время Первой мировой войны, в 1914—1918 годах, он преподавал в Пятой Казанской женской гимназии Пономаревой и в мужской гимназии Мануйловой (по совместительству). 30 ноября 1915 года был оставлен на кафедре чистой математики Казанского университета — для приготовления к получению профессорского звания; его стипендия составляла 600 рублей в год. В 1917 году он сдал магистерские экзамены по математике и теормеханике; после прочтения пары пробных лекций стал приват-доцентом кафедры чистой математики. После Октябрьской революции, с февраля 1918 года, состоял приват-доцентом Казанского университета. В связи с событиями Гражданской войны, в том же 1918 году он эвакуировался в Омск, где занял пост исправляющего должность (и.д.) экстраординарного профессора Омского политехнического института.
1 ноября 1919 года Всеволод Малеев стал приват-доцентом кафедры чистой математики Томского университета: читал для студентом специальный курс «Решение уравнений в радикалах в связи с теорией Галуа». Летом 1920 года он выезжал для преподавания на педагогических курсах в Барнауле — по приглашению Барнаульского губернского отдела народного образования. 1 января 1920 года (по декрету Совнаркома) стал профессором.
В ноябре 1920 года Всеволод Малеев занял пост секретаря физико-математического факультета; с 27 декабря 1920 по 1 октября 1921 года он входил в его президиум. С 1 июня по 1 октября являлся исполняющий обязанности (и. о.) декана всего физико-математического факультета; в 1923 году стал заместителем декана. С 1922 года являлся председателем бюро математической предметной комиссии. Одновременно, Малеев заведующий кафедрой математики — состоял на данном посту до 1 октября 1933 года. Преподавал на рабочем факультете с 1921 по 1926 года, а затем — в народном университете (в 1926—1927 годах).
В тот же период — в 1924 и 1926 годах — Малеев совершил несколько научных командировок: посетил Москву, Ленинград, Казань и Самару. Затем он стал участником Всероссийского съезда математиков, проходившего в Москве в 1927 году. В 1930 и 1934 годах он посещал Всесоюзные съезды математиков в Харькове и Ленинграде.
С 1930 по 1923 год Малеев являлся также профессором Сибирского химико-технологического института (СХТИ, по совместительству); в 1932 году работал в Сибирском механико-машиностроительном институте (СММИ, по совместительству). Являлся действительным членом Пермского, Казанского и Томского физико-математических обществ; также входил в состав Казанского педагогического общества. Будущий профессор ТГУ Виталий Кащеев, являвшийся одним из студентом Малеева в 1936/1937 учебном году, отмечал позднее «исключительную доходчивость» всего курса и умение преподавателя расположить к себе студентов.
Профессор Малеев был одним из основателей физико-математического факультета Томского государственного педагогического института, с 1 октября 1932 года до 1 сентября 1934 года заведовал кафедрой математики ТГПИ.
Скончался 5 июля 1938 года и был похоронен на Преображенском кладбище, а затем — перезахоронен на томском Южном кладбище.

## Работы
Научные интересы Малеева были связаны с теорией алгебраических уравнений, теорией сравнений и вопросами делимости многочленов; он являлся автором и соавтором ряда математических статей, последняя из которых была посвящена решению Великой теоремы Ферма:
- К теории уравнений 3-й степени // Известия Томского университета. 1924. Том 74;
- Совместно с Ю. В. Чистяковым. О вычислении производных сумм одинаковых степеней корней по коэффициентам уравнения // Известия Томского индустриального института. 1936. Том 55. Выпуск 1;
- О последней теореме Fermat’a // Известия физико-математического общества. Казань, 1937. Том 3. Выпуск 2.

## Семья
Вторым браком Всеволод Малеев был женат на доценте Томского университета Евстолии Николаевне Аравийской (1898—1993).

## Архивные источники
- Государственный архив Томской области (ГАТО). Ф. Р-815. Оп. 1. Д. 116; Оп. 18. Д. 243;